# Никчевич, Иван
Иван Никчевич (серб. Иван Никчевић / Ivan Nikčević; род. 11 февраля 1981 года, Никшич) — сербский гандболист, левый крайний. Известен по выступлениям в чемпионате Испании. Серебряный призёр чемпионата Европы 2012 года в составе сборной Сербии.